# تشاكون فيلاكلانغ
تشاكون فيلاكلانغ (بالتايلندية: ชาคร พิลาคลัง)‏ (8 مارس 1998 بمحافظة ساموت براكان في تايلاند - ) هو لاعب كرة قدم تايلندي في مركز حراسة المرمى. لعب مع نادي تشونبوري.

## وصلات خارجية
- تشاكون فيلاكلانغ على موقع Soccerway.com (الإنجليزية)